# Римски трг (Подгорица)
Римски трг (срп. Римски трг) је градски трг у Подгорици, Црна Гора. То је главни градски пословни кварт и околина здања има највећу цијену некретнина у Подгорици. Римски трг је колоквијално познат као трг Вектра, који је добио име по пословном центру Вектра, првој већој згради на тргу.

## Локација
Трг се граничи са Московском улицом (Московска улица) на истоку и Булеваром Џорџа Вашингтона на западу. Северну и јужну границу трга чине Булевар Светог Петра Цетињског и Булевар Револуције. Римски трг је подземним пјешачким пролазом повезан са Саборном црквом у Подгорици и пословним центром Максима, који иде испод Булевара Светог Петра Цетињског. Подземни пролаз је тренутно једини у граду.

## Карактеристике
Трг је изграђен око велике централне фонтане и простире се на површини од 20.000 квадратних метара. Поред бројних кафића и ресторана, у њему се налазе и зграда Телекома, пословни центар Вектра, банке и хотели.
На тргу се (барем делимично) налазе следећа владина министарства:
- Министарство привреде
- Министарство науке
- Министарство просвете и спорта
- Министарство рада и социјалног старања
- Министарство за информационо друштво и телекомуникације
- Министарство за права мањина
- Министарство здравља
- Министарство пољопривреде и руралног развоја
- Министарство саобраћаја и поморства